# Svjetska književnost
Svjetska književnost obuhvaća književnost svih naroda i nacija, premda se općenito često odnosi na književnost zapadnoeuropskog kulturnog kruga (nakon romantizma i Sjeverne Amerike). Prvu programatsku ideju o Weltliteratur iznio je Johann Wolfgang von Goethe.

## Ideja svjetske književnosti
Goethe se oduševio izvedbom Tassova djela u Francuskoj, zaključivši da se književnost ne smije ograničavati nacijama.  Od 1827. do 1832. godine u različitim je raspravama i u razgovorima s Eckermannom uspostavio ideju svjetske književnosti, a na njegove je ideje utjecao i Johann Gottfried Herder, koji je od 1874. do 1891. godine objavljivao raspravu Ideje za filozofiju povijesti čovječanstva.
Književnost se u doba romantizma mijenja, širi se povijesno (vlada interes za usmenom književnošću, mitologiju, predaje i bajke), ali i zemljopisno: književnost probija nacionalne granice, širi se njezin korpus, a javlja se i fenomen trivijalne književnosti u opreci s umjetničkom književnošću.
Godine 1894. pojavljuje se prva povijest svjetske književnosti u Njemačkoj. U angloameričkom krugu javlja se termin comparative literature ("komparativna književnost", 1952.), u francuskom littérature générale ("opća književnost", 1935.), a u talijanskom storia universale (1933. Godine 1899. osnovana je prva katedra za komparativnu književnost u SAD-u, a 1930-ih postaje međunarodno priznata kao znanstvena disciplina.

## Kanon
Književni se jezik emancipirao od bilo kakvog "prirodnog", tradicijskog i stilskog konteksta, a kanonizacija kvalitete "književnog" prvo se širi obuhvaćajući drevnu indijsku i perzijsku književnost, a potom europsku srednjovjekovnu književnost i usmenu književnost mnogih naroda.
Autor i djelo vežu se uz pojam autora potkraj 18. stoljeća kad se ustaljuju vlasničke norme književnog tržišta. Problematično je određivanja kanona djela koja ulaze u svjetsku književnost. Pojam kanona isprva je u grčkom značio "pravilo", "propis" (grč. kanṓn), potom zbirku "svih biblijskih knjiga koje Crkva priznaje kao nadahnute i drži ih normom vjere", sve da bi u moderno vrijeme označavao akademski odabran zbir književnih djela koja su važan dio ljudske kulture. Zbog neobjektivnosti odabira, postojale su brojne kritike i revizije kanona u teoriji književnosti.

## Periodizacija i epohe

### Usmena književnost i mitologije
Povijest književnosti trebala bi se osloniti na iskustvo o istraživanju književnosti koja je prethodila pisanoj, odnosno usmenoj književnosti. "Magijska" moć jezika jedna je moguća rekonstrukcija prvobitne književnosti, a druga strana neka vrsta igre s jezikom. Izvor mitologije u usmenoj je predaji, a mitologija je stoga utemeljena u usmenoj kulturi te tako prethodi književnosti i omogućuje je u užem smislu riječi. Posebnu ulogu u takvoj rekonstrukciji imaju egipatska mitologija, kineska mitologija, zatim grčka mitologija, indijska mitologija te općenito indoeuropska mitologija.

### Pretpovijest književnosti
Staroegipatska književnost datira se od 25. do 20. stoljeća pr. n. e. na prostoru današnjeg Egipta. Korpus čine tekstovi piramida, tekstovi sarkofaga i Knjiga mrtvih. Sačuvani su zameci književnih vrsta, prvenstveno lirske pjesme, himne, tužaljke te uvjetno rečeno prapriče i prabajke.
Mezopotamska književnost mogla bi uvjetno započeti Hamurabijevim zakonikom koji se katkad uzima kao književni tekst. U mezopotamsku književnost ulazi Ep o Gilgamešu, pronađen u 19. stoljeću, a datira se između 20. i 18. stoljeća pr. n. e. Također, u korpus pripada i Enuma Eliš, ep o teogoniji i kozmogoniji.
Starohebrejska književnost kao predmet proučavanja ima Bibliju, koja se promatra kao antologija hebrejske književnost jer su u njoj raznovrsni rodovi i stilovi.
Staroindijska književnost obuhvaća Vede, svete knjige znanja iz 15. stoljeća prije Krista, odnosno Rg-vedu, Sama-vedu, Jađur-vedu i Atharvavedu. Također u korpus ulaze epovi Mahabharata i Ramajana te zbirka Pančatantra.

### Književnost antike
Antička književnost prije svega se odnosi na Homerova djela Ilijadu i Odiseju te na homersko pitanje, a dijeli se na antičku grčku književnost i na rimsku književnost. Tipični su predstavnici pretklasičnog razdoblja grčke književnosti (8. stoljeće pr. Kr. – 6. stoljeće pr. Kr.): Heziod (Teogonija, Poslovi i dani), zatim liričari Alkman, Alkej, Sapfa, Anakreont, Pindar i basnopisac Ezop. U klasičnom razdoblju grčke književnosti (5. stoljeće pr. Kr. - 4. stoljeće pr. Kr.) javljaju se grčki tragičari Eshil, Sofoklo i Euripid te komediografi Aristofan i Menandar. U helenističkom razdoblju grčke književnosti javlja se u aleksandrijskom podrazdoblju (3. stoljeće pr. Kr.) idiličar Teokrit, a u rimskom podrazdoblju (30. pr. Kr. - 529.) satiričar Lukijan te pisci grčkog helenističkog romana: Hariton, Heliodor, Ksenofont Efežanin i Longo.
Rimska književnost, koja se odnosi na djela na latinskom jeziku do 5. ili 6. stoljeća, dijeli se na uvodno razdoblje (8. stoljeće pr. Kr. – 240. pr. Kr.), arhajsko razdoblje (240. pr. Kr. – 80. pr. Kr.), zlatni vijek (80. pr. Kr. - 14.) u koji ulaze Ciceronovo doba (80. pr. Kr. –  30. pr. Kr.) i Augustovo doba (30. pr. Kr. - 14.), zatim srebrni vijek (14. – 117.) i stoljeća propadanja (117. – 476.). U uvodnom se razdoblju javljaju fescenijska pjesma, satura, atelana i mim kao žanrovi. U arhajskom je razdoblju najstariji rimski pjesnik Livije Andronik, zatim reformator Gnej Nevije te komediografi Plaut i Terencije. U Ciceronovo doba značajni su Ciceron, Gaj Valerije Katul i neoterici, a u Augustovo doba Horacije, Ovidije i Vergilije. U srebrnome vijeku Petronije (Satirikon) i Seneka, a u stoljećima propadanja jača crkvena književnost (patrizam): Ambrozije, sveti Jeronim, sveti Aurelije Augustin, Prudencije i Boetije.

### Književnost srednjovjekovlja
Srednjovjekovna književnost počinje 476. ili 524. godine, a završava padom Carigrada 1453., otkrićem Amerike 1492. ili 1517. godine, početkom reformacije. Od 10. stoljeća počinje se pisati na narodnim jezicima.
U epiku ulaze biblijska epika na latinskom jeziku te junačka epika na narodnim jezicima (Beowulf, Pjesan o Cidu, Pjesan o Rolandu, Spjev o Igorovu pohodu, Saga o Nibelunzima, Edde i, uvjetno, rekonstruirana Kalevala). U epiku se ubraja i roman, posebice arthurovski (Geoffrey od Monmutha, Chrétien de Troyes) koji tematizira udvornu ljubav, te Tristan i Izolda i Roman o ruži (s dvostrukim autorstvom: Guillaume de Lorris, Jean de Meung). Također su epički žanrovi lais i fabliaux.
Što se dramske književnosti srednjega vijeka tiče, ograničena je na liturgijsku dramu koja se preko poluliturgijske drame razvija u svjetovnu dramu s pomoću mima i preseljenja pozornice izvan crkve te nastaje srednjovjekovna farsa ili sotija.
Srednjovjekovna lirika bila je duhovna (himan, versificirane molitve) i svjetovna, trubadurska lirika, s pjesničkim vrstama kanconom, albom i tzv. pirventes te tematikom kulta dame (najznačajniji trubaduri: Guillaume od Poitiersa i Alienora Akvitanska).
U srednjovjekovlju se rađaju i dvije pjesničke škole: sicilijanska (Jacopo Lentini, stvaraju sonet) i škola "slatkog novog stila" (Guido Guinicelli, Guido Cavalcanti, posebice Dante Alighieri).

### Književnost renesanse
Renesansna književnost začetke ima u djelima Dantea, Boccaccia i Petrarke, koji kronološki pripadaju srednjemu vijeku. U Španjolskoj prodor petrarkizma jest početkom 15. stoljeću, u Francuskoj u 16. stoljeću s pjesničkom školom La Pléiade, u Engleskoj lirikom Edmunda Spensera, u Njemačkoj u 17. st. lirikom Martina Opitza, a u slavenskim književnostima oko 16. stoljeća - u Poljskoj i hrvatskom obalnom području.
Francesco Petrarca započinje petrarkizam, Boccaccio ustanovljuje novelu koju širi i Cervantes, Michel de Montaigne stvara esej, a javlja se i renesansni ep po uzoru na Ariostov Bijesni Orlando. François Rabelais formira i Gargantua i Pantagruel, niz satiričnih romana. U dramatici se javlja commedia erudita temeljena na Plautovu naslijeđu, a u 16. stoljeću u Italiji i commedia dell'arte, komedija s tipiziranim likovima.

### Književnost manirizma i baroka
Uz problematiku određenja manirizma i baroka kao tipoloških kategorija ili epoha uvjetno se može govoriti o baroknoj književnosti, koja se u Španjolskoj naziva gongorizam (Luis de Góngora), u Italiji marinizam (Giambattista Marino), u Engleskoj eufizam (prema pripovijetki Johna Lylyja) te u Francuskoj preciozni stil. Dominantan je žanr tzv. pikarski roman (Lazarillo de Tormes).
U Španjolskoj su glavni predstavnici Luis de Góngora, Lope de Vega, Francisco de Quevedo te Pedro Calderón de la Barca, a u Italiji Torquato Tasso i Giambattista Marino.

### Književnost klasicizma i prosvjetiteljstva
Klasicizam počiva na Descartesovoj filozofiji racionalizma te na slijeđenju antičkih uzora, posebice Aristotelove Poetike. Temeljno je značenje oponašanja prirode te Aristotelovo jedinstvo mjesta, vremena i radnje, dočim je glavni žanr tragedija. Značajni su autori: pjesnici François de Malherbe i Jean Chapelain te prozaik Jean Guez de Balzac. Javlja se polemika "starih" (Nicolas Boileau-Despréaux, Jean Racine) koji žele održati primat antike i "modernih" (Charles Perrault).
U Engleskoj su značajni Alexander Pope (Eseji o kritici kao manifest neoklasicizma), Samuel Johnson (sentimentalni roman) te britanski empiristi (John Locke, George Berkeley, David Hume, Thomas Hobbes), zatim Daniel Defoe i Jonathan Swift u struji moralizma te Laurence Sterne s tzv. antiromanom. Francuski se pisci oslanjaju na britanske empiriste, a djeluju enciklopedisti Voltaire, Diderot i ostali te komediograf Molière.

### Književnost romantizma
Romantičarska književnost oslanja se na ideale prirode, povijesti i usmenog pjesništva, posebice zbog zbirke Johanna Gottfrieda Herdera Glasovi naroda u pjesmama.
U Njemačkoj romantizam počinje Sturm und Drang pokretom (Friedrich Schiller), nastavlja se na tzv. weimarski klasicizam (Johann Wolfgang von Goethe, Friedrich Schiller) te na romantizam u užem smislu (Ludwig Tieck, Novalis, Ernst Theodor Wilhelm Hoffmann. U Engleskoj se javlja antiklasicizam "jezerskih" pjesnika Williama Wordswortha i Samuela Taylora Coleridgea (Lirske balade) te "demonskih" pjesnika Johna Keatsa, Georgea Gordona Byrona i Percyja Bysshea Shelleyja. U Francuskoj se u prvoj fazi javljaju Alphonse de Lamartine i Alfred de Vigny, a u drugoj se slama klasicizam, duboko ukorijenjen u francuskoj književnosti, opusom Victora Hugoa

### Književnost realizma
Realistička književnost književnopovijesno određuje se granicama 1830. – 1880. Realizam, prema Jakobsonu, oznaka je za težnju autora da u vlastito književno djelo unese što više empirijske uvjerljivosti, oznaka za težnju čitatelja da na temelju vlastite prosudbe prihvaća djelo kao primjereno zbilji i oznaka za osobine djela 19. stoljeća koja su postala idealnim obrascem umjetničkog stvaranja i oblikovanja. Glavni je žanr roman.
U Francuskoj manifest realizma piše Champfleury (Realizam, u prvom je naraštaju dualizam romantizma i realizma: Stendhal, Honoré de Balzac, a u drugom se javlja naturalizam: Émile Zola (Eksperimentalni roman), Guy de Maupassant, Gustave Flaubert. Inačica naturalizma u Italiji naziva se verizmom, pod vodstvom Giovannija Verge. U Engleskoj vlada viktorijanizam: Charles Dickens, William Makepeace Thackeray, George Eliot te sestre Emily Brontë, Charlotte Brontë i Anne Brontë. U Rusiji se u ranoj fazi javlja Nikolaj Vasiljevič Gogolj, u srednjoj Ivan Turgenjev, a u visokoj Fjodor Mihajlovič Dostojevski , Lav Nikolajevič Tolstoj i Ivan Aleksandrovič Gončarov. U Norveškoj djeluje Henrik Ibsen, dramatičar, a u Švedskoj dramatičar August Strindberg.

### Književnost modernizma
Modernizam se tradicionalno dijeli na esteticizam, avangardu, kasni modernizam i postmodernizam.
Esteticizam je u Francuskoj u obliku simbolizma u pjesništvu Charlesa Baudelairea (Cvjetovi zla) i larpurlartizma, a veže se i s tzv. parnasovcima (Leconte de Lisle, Théophile Gautier). Francuski su tradicionalni simbolisti bili Stéphane Mallarmé (manifest Umjetnička krivovjerja, Paul Verlaine (manifest Pjesničko umijeće) i Arthur Rimbaud. U Engleskoj se javlja Oscar Wilde, u Njemačkoj Rainer Maria Rilke, a u Francuskoj također i Marcel Proust.
Avangarda se dijeli na futurizam (Filippo Tommaso Marinetti, Vladimir Majakovski) zanesen napretkom, ekspresionizam (Georg Trakl, Gottfried Benn) temeljen na izrazu i emocijama, dadaizam s idejama Nietzscheova nihilizma (Tristan Tzara) i nadrealizam kao njegov radikalniji oblik oslonjen na psihoanalizu (André Breton).
U kasnom modernizmu slabi utjecaj avangarde. Autori: Mihail Bulgakov, Thomas Mann, Albert Camus, Jean-Paul Sartre, Samuel Beckett, Eugene Ionesco, Ernest Hemingway, J. D. Salinger, Pablo Neruda, Boris Pasternak, Marguerite Yourcenar itd.
Postmodernizam problematizira se ili kao dio modernizma ili kao zasebna epoha. U autore se obično svrstavaju Jorge Luis Borges, Italo Calvino, Botho Strauß, Thomas Pynchon, Alain Robbe-Grillet, Umberto Eco itd.